# Liste des gouverneurs de la zone du canal de Panama
Ci-dessous est la liste des gouverneurs de la zone du canal de Panama lorsque celle-ci était sous contrôle américain.

## Gouverneurs militaires (1904–1914)
| Photo | Nom                               | Début            | Fin             | Notes                                               | Référence |
| ----- | --------------------------------- | ---------------- | --------------- | --------------------------------------------------- | --------- |
|       | George Whitefield Davis (en)      | 14 mai 1904      | 24 mai 1905     |                                                     |           |
|       | Charles Edward Magoon             | 25 mai 1905      | 12 octobre 1906 |                                                     |           |
|       | Richard Reid Rogers (en)          | 19 novembre 1906 | 31 mars 1907    | General Counsel de l'Isthmian Canal Commission (en) |           |
|       | Joseph Clay Stiles Blackburn (en) | 1er avril 1907   | 4 décembre 1909 |                                                     |           |
|       | Maurice Thatcher (en)             | 13 mai 1910      | 8 août 1913     |                                                     |           |
|       | Richard Lee Metcalfe (en)         | 9 août 1913      | 31 mars 1914    |                                                     |           |

## Gouverneurs civils (1914–1979)
| Photo | Nom                          | Début            | Fin               | Notes                                                                    | Référence |
| ----- | ---------------------------- | ---------------- | ----------------- | ------------------------------------------------------------------------ | --------- |
|       | George Washington Goethals   | 1er avril 1914   | 10 janvier 1917   | Premier gouverneur civil américain nommé par le président Woodrow Wilson | [ 1 ]     |
|       | Chester Harding (en)         | 11 janvier 1917  | 27 mars 1921      |                                                                          | [ 1 ]     |
|       | Jay Johnson Morrow (en)      | 28 mars 1921     | 15 octobre 1924   |                                                                          | [ 1 ]     |
|       | Meriwether Lewis Walker (en) | 16 octobre 1924  | 15 octobre 1928   |                                                                          | [ 1 ]     |
|       | Harry Burgess (en)           | 16 octobre 1928  | 20 octobre 1932   |                                                                          | [ 1 ]     |
|       | Julian Larcombe Schley (en)  | 21 octobre 1932  | 26 août 1936      |                                                                          | [ 1 ]     |
|       | Clarence S. Ridley (en)      | 27 août 1936     | 10 juillet 1940   |                                                                          | [ 1 ]     |
|       | Glen Edgar Edgerton (en)     | 11 juillet 1940  | 15 mai 1944       |                                                                          | [ 1 ]     |
|       | Joseph Cowles Mehaffey (en)  | 16 mai 1944      | 19 mai 1948       |                                                                          | [ 1 ]     |
|       | Francis K. Newcomer (en)     | 20 mai 1948      | 26 mai 1952       |                                                                          | [ 1 ]     |
|       | John States Seybold (en)     | 27 mai 1952      | 27 mai 1956       |                                                                          | [ 1 ]     |
|       | William Everett Potter (en)  | 28 mai 1956      | 30 juin 1960      |                                                                          | [ 1 ]     |
|       | William Arnold Carter (en)   | 1er juillet 1960 | 31 janvier 1962   |                                                                          | [ 1 ]     |
|       | Robert John Fleming (en)     | 1er février 1962 | 31 janvier 1967   |                                                                          | [ 1 ]     |
|       | Walter Philip Leber (en)     | 21 février 1967  | 2 mars 1971       |                                                                          | [ 1 ]     |
|       | David Stuart Parker (en)     | 3 mars 1971      | 25 mars 1975      |                                                                          | [ 1 ]     |
|       | Harold Parfitt (en)          | 26 mars 1975     | 30 septembre 1979 |                                                                          | [ 1 ]     |